# Siódme niebo (film 1927)
Siódme niebo (ang. 7th Heaven, 1927) – amerykański niemy, czarno-biały melodramat wojenny w reżyserii Franka Borzage. Adaptacja sztuki teatralnej autorstwa Austina Stronga.
Obraz podczas 1. ceremonii wręczenia Oscarów otrzymał pięć nominacjii, w tym dla najlepszego filmu. Ostatecznie film otrzymał trzy nagrody, m.in. dla najlepszej aktorki pierwszoplanowej − Janet Gaynor (faktycznie otrzymała ona nagrodę za rolę w trzech filmach − pozostałe dwa to Anioł ulicy oraz Wschód słońca).
W 1995 roku, film został wybrany do zachowania w Bibliotece Kongresu przez National Film Registry jako "kulturowo, historycznie lub estetycznie znaczący".

## Obsada
- Janet Gaynor jako Diane
- Charles Farrell jako Chico
- Ben Bard jako Pułkownik Brissac
- Albert Gran jako Boul
- David Butler jako Gobin
- Marie Mosquini jako Madame Gobin
- Gladys Brockwell jako Nana
- Émile Chautard jako ojciec Chevillon
- Jessie Haslett jako Ciocia Valentine
- Brandon Hurst jako Wuj George
- George E. Stone jako Szczurołap
- Lillian West jako Arlette

## Nagrody Akademii Filmowej
1. ceremonia wręczenia Oscarów
- najlepszy reżyser − Frank Borzage
- najlepszy scenariusz adaptowany − Benjamin Glazer
- najlepsza aktorka pierwszoplanowa − Janet Gaynor
- nominacja: najlepszy film
- nominacja: najlepsza scenografia − Harry Oliver